# Rio Doller
O rio Doller é um rio francês do departamento do Haut-Rhin. Ele irriga o vale homônimo em direção do leste a partir do Ballon d'Alsace, paralelo ao Thur. O Doller tem sua fonte em Fennematt, ou Dolleren. Banha em seguida Masevaux e Sentheim, antes de desaguar  no Ill nas proximidades de Mulhouse. O Doller alimenta 200 000 habitantes de cinqüenta comunas, bem como uma parte da aglomeração mulhousiana.
O Doller alimenta também a barragem de Michelbach, reservatório de águas da região de Mulhouse. 
O vale do Doller também é célebre por sua população de castores.